# أميري (اسم)
أَمِيْرِيّ هو اسم علم مذكر من أصل عربي، وجاء الاسم على صيغة ، ومعناه هو نسبةً إلى الأمير والأمير متولي الإمارة والقائد والبارز في فنه.

## شخصيات تحمل الاسم
أميري بركة